# I Want You (She's So Heavy) (Сімпсони)
«I Want You (She's So Heavy)» (укр. «Я хочу тебе (вона така важка)») — шістнадцята серія тридцятого сезону мультсеріалу «Сімпсони», прем'єра якої відбулась 10 березня 2019 року у США на телеканалі «Fox».
Серія присвячена пам'яті актора Люка Перрі, який помер за 6 днів до того у віці 52 років.

## Сюжет
Мардж і Гомер змушені піти на «Інформування про наркотики і алкоголь», тому наймають Шону Чалмерс в якості няньки, хоч її хлопець, Джимбо Джонс пробирається до будинку.
Захід швидко набридає Гомеру і Мардж. Вони прокрадаються і проникають на «Спрінґфілдську весільну виставку», використовуючи бейджики Гефферненів.
Тим часом вдома діти травмуються фільмами жахів, які дивляться Джимбо та Шона. Діти залишають дім, щоб погуляти, в той час, як няні організовують домашню вечірку. Нед Фландерс бачить дітей і дає їм кухоль гарячого кокосового молока.
На весільній виставці, Гомер та Мардж, (доктор та місіс Геффернени) змушені імпровізувати основну промову виставки «Весільні тренди наступного року». Повернувшись додому, Мардж і Гомер перебувають у блаженстві через час спільного перебування на виставці, хоча настрій майже зіпсовано, коли Гомер знаходить домашню вечірку ще в процесі роботи. Він проганяє учасників. Гомер, все ще почуваючись романтиком, намагається перенести Марж нагору по сходах. Піднявшись, у Гомера щось болить у спині, і вони падають вниз по сходах.
У лікарні у Мардж розтягнута щиколотка, а Гомер дізнається, що у нього розвинулася пахова грижа. Повернувшись додому, побічна дія ліків змушують його зв'язатися з галюцинованою грижею на ім'я Воллес, яка розмовляє з Гомером у вигляді маленької людини.
Наступного дня, на Спрінґфілдській фізкультурі, Мардж проходить підготовку новозеландського терапевта на ім'я Найджел, який, для загоєння травми, навчає її кайтсерфінгу. Воллес Грижа переконує Гомера не виконувати жодні фізичні вправи, а також скасувати поїздку на пляж з Мардж, що викликає кризу стосунків.
Наступного дня Мардж помітно розчаровується, коли Гомер використовує свою травму, щоб не няньчити дітей. Мардж каже йому покликати Сельму та Патті на допомогу, які свою чергу відвозять Гомера до лісу, поки він спить.
Тим часом у парку Ліса, стурбована напруженими стосунками своїх батьків, просить Джимбо та Шону (єдиної пари, в якій начеб-то є кохання) поради. Вони кажуть їй, що батьки повинні знайти спільні інтереси. Повернувшись додому, Ліса переконує Гомера відвезти дітей на пляж для виконання її «шкільного проєктом», а Меґґі, яка теж може бачити і чути Воллеса, зупиняє його.
На пляжі Гомер подивившись на те, наскільки гладкий шеф Віггам, вирішує приєднатися до Мардж на занятті з кайтсерфінгу, під час якого вони примиряються. Однак, вітер задуває їх зміїв у вітрову ферму, де вони отримують нові травми.
У фінальній сцені у поліцейському відділку Спрінґфілда Мардж дізнається від шефа Віггума, що Найджел — насправді російський шпигун на ім'я Димитрій, який намагався шпигувати за Спрінґфілдською атомною електростанцією через Гомера. Віггам і федеральні агенти заарештовують Димитрія.

## Ставлення критиків і глядачів
Під час прем'єри серію переглянули 2,21 млн осіб з рейтингом 0.8, що зробило її другим найпопулярнішим шоу на каналі «Fox» тієї ночі, після «Сім'янина».
Денніс Перкінс з «The A.V. Club» дав серії оцінку D, сказавши, що «шоу виглядає чітким та яскравим, анімація шоу поєднує мультяшні елементи з неповторно приємною кольоровою палітрою, але виглядає не так, як жодне інше шоу на телебаченні…»
Згідно з голосуванням на сайті The NoHomers Club більшість фанатів оцінили серію на 1/5 із середньою оцінкою 2,34/5.